# Ozero Obol
Ozero Obol (ryska: Озеро Оболь) är en sjö i Belarus.   Den ligger i voblasten Vitsebsks voblast, i den norra delen av landet, 240 km nordost om huvudstaden Minsk. Ozero Obol ligger 141 meter över havet.
I omgivningarna runt Ozero Obol växer i huvudsak blandskog. Runt Ozero Obol är det glesbefolkat, med 10 invånare per kvadratkilometer.